# Fuga de los Gansos Salvajes

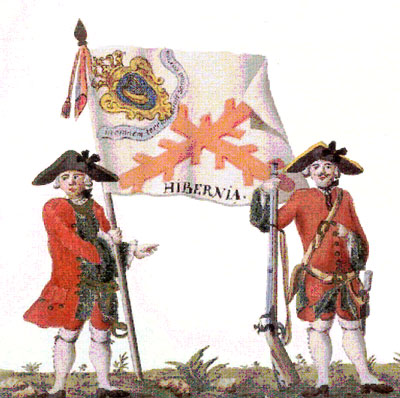
Uniforme y bandera del Regimiento de Hibernia en el servicio español, de mediados del siglo XVIII

La Fuga de los Gansos Salvajes o Huida de los Gansos Salvajes hace referencia a la partida de los ejércitos jacobitas irlandeses dirigidos por Patrick Sarsfield con dirección a Francia, según los términos del Tratado de Limerick de 3 de octubre de 1691 que puso fin a la Guerra Guillermita de Irlanda. En un sentido más amplio, la expresión «Gansos Salvajes» hace referencia a los soldados irlandeses que abandonaron su patria para servir en ejércitos continentales europeos durante los siglos XVI, XVII y XVIII o, en un sentido más poético, incluso a los soldados irlandeses en ejércitos británicos hasta la Primera Guerra Mundial.

## Ejército español
Las primeras tropas irlandesas que sirvieron como unidad para una potencia continental formaron un regimiento irlandés en el ejército de Flandes español durante la Guerra de los Ochenta Años, en la década de los 80 del siglo XVI. Este regimiento había sido organizado por Sir Guillermo Estanley, un noble católico inglés que había reclutado en Irlanda a nativos irlandeses y a mercenarios a los que las autoridades inglesas querían fuera de la isla. (Véase Reconquista Tudor de Irlanda) La reina Isabel I había ordenado a Stanley que el regimiento combatiera en el lado inglés, en apoyo de las Provincias Unidas de los Países Bajos. Sin embargo, los factores religiosos y los sobornos españoles consiguieron que Stanley se pasara al bando hispano con todo su regimiento. En 1598, el español Diego Brochero escribía en estos términos al rey Felipe III:

que todos los años Vuestra Majestad ordene reclutar en Irlanda algunos soldados irlandeses, que son gente dura y fuerte y ni el frío ni la mala comida matan fácilmente como harían con los españoles, ya que en su isla, que es mucho más fría que esta, están casi desnudos, duermen en el suelo y comen pan de avena, carne y agua sin beber nunca vino.

La unidad combatió en los Países Bajos hasta 1600, cuando fue desmantelada por las elevadas pérdidas causadas por el combate y las enfermedades.
Tras la derrota del bando gaélico en la Guerra de los Nueve Años, en 1607 tuvo lugar el episodio conocido como la Fuga de los Condes. Hugh O'Neill, conde de Tyrone, Rory O'Donnell, I Conde de Tyrconnell y Donal O'Sullivan, señor de Beare y Bantry, junto con varios de sus seguidores, partieron del Ulster con la esperanza de conseguir ayuda española para proseguir las revueltas en Irlanda, pero Felipe III de España, que acababa de firmar la paz con Jacobo I de Inglaterra, no estaba dispuesto, ni tenía demasiada capacidad para reiniciar la guerra con Inglaterra.
Tras la negativa del monarca español, los irlandeses formaron un nuevo regimiento en Flandes, dirigido por la nobleza gaélica y formado por sus seguidores y vasallos en Irlanda. Este regimiento tenía una inspiración política mucho más evidente que su antecesor y era abiertamente hostil al gobierno protestante inglés en Irlanda. Estaba encabezado por John O'Neill, hijo del conde de Tyrone, y entre sus principales mandos estuvieron Owen Roe O'Neill y Hugh Dubh O'Neill, miembros de la familia del Ulster que jugarían un papel destacado en las Guerras confederadas de Irlanda.
A principios del siglo XVII, la prohibición de ejercer cargos políticos y militares para los católicos en Irlanda proporcionó una nueva fuente de reclutas a los regimientos irlandeses extranjeros. Como consecuencia de esta prohibición, las unidades irlandesas al servicio de España comenzaron a poblarse con ingleses viejos católicos, como Thomas Preston y Garret Barry. Su postura era más favorable a Inglaterra que la de sus compañeros gaélicos, lo que originó cierto enfrentamiento acerca de los planes de invasión de Irlanda con ejércitos irlandeses en 1627. El regimiento estuvo acuartelando en Bruselas durante la tregua de 1609–1621 en la Guerra de los Ochenta Años, y sus miembros mantuvieron contacto con el clero católico irlandés establecido en el seminario de esa ciudad, dando origen a los famosos Colegios Irlandeses.
Muchas de las tropas irlandesas al servicio de España volvieron a Irlanda al estallar la Rebelión irlandesa de 1641 y pasaron a engrosar las filas de la Irlanda confederada durante la guerra. Cuando los ejércitos confederados fueron derrotados por el New Model Army e Irlanda fue totalmente sometida tras la conquista de Oliver Cromwell, en torno a 34.000 soldados huyeron de la isla buscando trabajo en España. Algunos de ellos desertarían posteriormente o se pasarían al servicio de Francia, que ofrecía condiciones mucho más favorables. En la época de las Guerras Napoleónicas existían aún tres regimientos irlandeses de infantería en el ejército español: el Irlanda, creado en 1698, el Hibernia, en 1709, y el Ultonia, también de 1709. Los tres regimientos fueron desbandados en 1815.

## Ejército francés

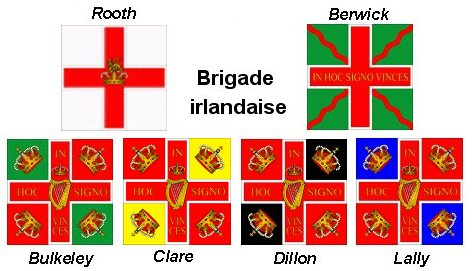
Banderas de la Brigada Irlandesa

A partir de mediados del siglo XVII, Francia desbancó a España como destino de los católicos irlandeses en busca de carrera militar. El motivo principal fue la estrella ascendente de Francia como potencia, lo que incrementaba su esfuerzo militar, mientras que España era una potencia en decadencia.
Francia reclutó muchas tropas extranjeras: alemanes, italianos, valones y suizos. André Corvisier, experto en los archivos militares de Francia, estima que las tropas no francesas alcanzaban el 12% del total de los efectivos militares galos en tiempo de paz y el 20% en época de guerra. Al igual que el resto de las tropas extranjeros, los regimientos irlandeses recibían mayores sueldos que sus compañeros franceses. Tanto los regimientos irlandeses como los suizos vestían uniforme rojo, aunque sin relación alguna con las casacas del ejército británico.
El punto de inflexión llegó durante la Guerra Guillermita de Irlanda (1688–1691), cuando Luis XIV de Francia apoyó militar y económicamente a los jacobitas irlandeses. A cambio de los 6.000 hombres enviados en apoyo de Jacobo II, el rey francés exigió el préstamo de otros 6.000 reclutas irlandeses para su empleo en la Guerra de los Nueve Años contra los holandeses. Esto hombres, capitaneados por Justin McCarthy, formarían el núcleo de la Brigada Irlandesa.
Posteriormente, cuando los jacobitas irlandeses de Patrick Sarsfield se rindieron a las tropas guillermitas inglesas en el Tratado de Limerick, se autorizó a todos ellos a abandonar Irlanda e incorporarse al servicio en el ejército francés. El éxodo de Sarsfield incluía 14.000 soldados y 10.000 mujeres y niños. Esta emigración es conocida popularmente en Irlanda como la «Fuga de los Gansos Salvajes».
En un principio, estas unidades no se integraron directamente en el Ejército Francés, sino que fueron asignadas a la corte en el exilio de Jacobo II, el rey destronado por la Revolución Gloriosa, a quien Luis consideraba rey legítimo de Inglaterra, Irlanda y Escocia. Más tarde fueron incorporadas a la Brigada Irlandesa.
Al igual que los primeros cuerpos irlandeses del ejército español, los regimientos irlandeses de Francia estaban muy politizados, compuestos por católicos irlandeses desposeídos de su tierra y comprometidos con la restauración de los Estuardo en Gran Bretaña e Irlanda. Uno de los más importantes hitos en la historia de la Brigada fue la Batalla de Fontenoy de 1745 contra los británicos.
Hasta 1745, los católicos irlandeses en el exilio podían reclutar soldados irlandeses para su servicio en Francia. Las autoridades británicas consideraban preferible esta práctica antes que los efectos potencialmente explosivos de una gran masa de jóvenes católicos desempleados en edad militar. Sin embargo, después de que un destacamento irlandés perteneciente al ejército francés (formado por miembros de cada uno de los regimientos integrantes de la Brigada Irlandesa y designado como los «Piqueros irlandeses») fuera utilizado durante el Levantamiento jacobita de 1745 en Escocia, los británicos se dieron cuenta de los peligros de esta política y prohibieron el reclutamiento en Irlanda para ejércitos extranjeros. A partir de aquí, el rango y naturaleza de las unidades irlandesas al servicio de Francia tuvieron cada vez un componente irlandés menor, aunque los oficiales siguieron reclutándose en Irlanda.
Durante la Guerra de los Siete Años, se trató de reclutar tropas entre los prisioneros irlandeses de guerra o desertores del Ejército Británico. De otra forma, el reclutamiento se veía limitado a un pequeño grupo de voluntarios irlandeses capaces de llegar a Francia por sus propios medios, o a los descendientes de antiguos miembros de la Brigada Irlandesa. Durante la Guerra de los Siete Años, existían en Francia los regimientos irlandeses de Bulkeley, Clare, Dillon, Rooth, Berwich y Lally. Había además el regimiento de caballería FitzJames. Para finales del siglo XVIII, incluso los oficiales de los regimientos pertenecían a familias francoirlandesas que llevaban ya varias generaciones en el país galo. Pese a ser franceses en todo, salvo en el nombre, estas familias se mostraban orgullosas de su ascendencia irlandesa.
Tras el estallido de la Revolución francesa, la Brigada Irlandesa dejó de existir como entidad independiente el 21 de julio de 1791, cuando los 12 regimientos extranjeros no suizos al servicio de Francia fueron integrados en la infantería del Ejército Francés, perdiendo su estatus, títulos y uniformes. Muchos abandonaron el servicio en 1792 tras la deposición de Luis XVI, ya que habían jurado lealtad al rey y no al pueblo. Napoleón Bonaparte acogería posteriormente una pequeña partida irlandesa de veteranos de la rebelión irlandesa de 1798.

## Ejército austríaco
Durante todo este período, hubo también un importante número de oficiales y soldados irlandeses que fueron incorporados a los ejércitos austríacos del Imperio Habsburgo, muchos de ellos con base en Praga. El más famoso fue Peter Lacy, que llegó a ser mariscal de campo del ejército ruso, cuyo hijo Franz Moritz von Lacy destacó en el servicio austríaco. También merece ser mencionado el colega de Lacy Maximilian Ulysses Browne, Comandante en jefe del ejército austríaco en la batalla de Lobositz. Mucho antes, en 1634 durante la Guerra de los Treinta Años, oficiales irlandeses encabezados por Walter Deveraux asesinaron al general Albrecht von Wallenstein siguiendo órdenes del Emperador. El reclutamiento para el ejército austríaco fue especialmente habitual en las tierras medias de Irlanda y con las familias Taaffe, Nugent, O'Neillan y O'Rourke. [cita requerida]

## Ejército sueco
En 1609, Arthur Chichester, por aquel entonces Lord Diputado de Irlanda, deportó 1.300 rebeldes de la zona del Ulster con destino al Ejército Sueco. Sin embargo, influenciados por el clero católico, muchos de ellos desertaron y se pasaron al bando polaco.

## Ejército italiano
Pese a ser menos conocido, el antiguo y tradicional mestiere delle armi en Italia fue también un oficio bien conocido para los irlandeses. El tercio mandado por Lucas Taf (en torno a 500 hombres) sirvió en Milán hacia 1655. El Ejército de Saboya admitía irlandeses, pero en Italia los irlandeses estaban organizados y dirigidos por la administración española. En 1694 existía un regimiento en Milán compuesto exclusivamente por irlandeses. Alrededor del 3–4% de los 20.000 soldados del ejército español en Milán eran irlandeses. No es una cifra excesivamente elevada, pero denota cierta importancia.
En este contexto, James Francis Fitz-James Stuart, duque de Berwick (1696–1739) es un ejemplo del éxito alcanzado. Comenzó su servicio a la Monarquía en 1711 y llegó a ser Teniente General (1732), embajador en Rusia, Austria y Nápoles, donde falleció. En 1702, una compañía de granaderos irlandeses dirigida por Francis Terry entró al servicio de Venecia. Esta compañía de jacobitas exiliados sirvió en Zara hasta 1706. Terry se convirtió en coronel de un regimiento de dragones veneciano, que su familia seguiría dirigiendo hasta 1797. Los uniformes del regimiento eran rojos y azules siguiendo la tradición irlandesa. El Regimiento de Limerick, formado por jacobitas irlandeses, fue transferido del servicio español al del Reino de Sicilia en 1718.

## El final de los Gansos Salvajes
El reclutamiento de irlandeses por ejércitos continentales se agotó tras su ilegalización en 1745. En 1732, Charles Wogan escribía a Jonathan Swift, deán de la catedral de San Patricio de Dublín, que 120.000 irlandeses habían resultado muertos o heridos en ejércitos extranjeros «en estos cuarenta años», a lo que Swift contestaría:

No puedo sino tener en alta estima a esos caballeros de Irlanda quienes, con todo en su contra y siendo exiliados y extranjeros, han sido capaces de distinguirse por su valor y comportamiento en tantas partes de Europa, sobre todas las otras naciones, considero.

Algún tiempo más tarde, el gobierno británico comenzó a utilizar el potencial de los católicos irlandeses para reforzar sus propios ejércitos. Así, a finales del siglo XVIII, la aplicación de las leyes penales de Irlanda fue gradualmente suavizada, y en 1788 se permitió nuevamente a los católicos el uso de armas y su reclutamiento.
A partir de entonces, los británicos empezaron a reclutar regimientos irlandeses, destacando entre otros los Connaught Rangers. Se ha estimado que hasta el 40% de las tropas al mando de Wellington durante las Guerras Peninsulares eran irlandesas. Hacia 1830, el 42% de las tropas británicas eran irlandesas (41% ingleses). Varias unidades irlandesas fueron creadas durante el siglo XIX. En 1914, los regimientos específicamente irlandeses en el Ejército Británico comprendían el Regimiento Príncipe de Gales de Leinster, los Reales fusileros de Dublín, los Guardias Irlandeses, el Real Regimiento Irlandés, los Fusileros Reales de Inniskilling, los Reales Rifles Irlandeses, los Reales fusileros irlandeses, los Connaught Rangers y los Reales Fusileros de Munster. Con la creación del Estado Libre Irlandés en 1922, cinco de esos regimientos fueron desbandados, fusionándose el resto en numerosas ocasiones entre 1968 y 2006. El Reino Unido conserva aún tres regimientos irlandeses: los Guardias irlandeses, el Real Regimiento Irlandés y los Rifles irlandeses de Londres.